# Глушківка
Глушкі́вка — село в Україні, у Курилівській сільській громаді Куп'янського району Харківської області. До 12 червня 2020 року — адміністративний центр Глушківської сільської ради. Населення складає 880 чоловік.

## Географія
Село Глушківка розташоване за 2 км від Оскільського водосховища (на лівому березі), вище за течією на відстані 1 км розташоване село Новоосинове, нижче за течією примикає село Колісниківка, на протилежному березі — село Пристін. Від водосховища село відділяє лісовий масив. Уздовж села протікає невелика Балка Синобратова з невеликою загатою. Поруч проходить залізниця, за 2 км пасажирський залізничний зупинний пункт Глушківка.

## Історія
Село засноване у другій половині XVIII століття. Першим тут оселився селянин, який мав прізвище Глушко. Він виділився з громади слободи Новоосинової, де на той час почала відчуватися сутужність із землею для садиб. За прізвищем новосела нове поселення і отримало назву.
Землі, особливо ті, що прилягали до Осколу і до бору, не відзначалися високою якістю, були супіщаними. Та селянини вміли добре господарювати і на таких. Так було і до Жовтневого перевороту, і за радянський часів.
Під час організованого радянською владою Голодомору 1932—1933 років померло щонайменше 231 мешканців села.
У післявоєнний період (Указом від 16 лютого 1948 року) трьом колгоспникам тодішнього глушківського колгоспу імені Чапаєва — М. Л. Глушко, Г. Й. Кардаш та Н. Д. Мовмизі — присвоєно звання Героїв Соціалістичної Праці.
12 червня 2020 року, розпорядження Кабінету Міністрів України № 725-р «Про визначення адміністративних центрів та затвердження територій територіальних громад Харківської області», Глушківська сільська рада об'єднана з Курилівською сільською громадою.
19 липня 2020 року, в результаті адміністративно - територіальної реформи та ліквідації колишнього Куп'янського району (1923— 2020), село увійшло до складу новоутвореного Куп'янського району Харківської області. 
З початку широкомасштабного російського вторгнення в Україну село перебувало під тимчасовою російською окупацією.
6 жовтня 2022 року, в ході контрнаступу ЗСУ село звільнено від російських загарбників і над селом знову замайорив український прапор.

## Населення

### Мова
Розподіл населення за рідною мовою за даними перепису 2001 року:
| Мова            | Кількість | Відсоток |
| --------------- | --------- | -------- |
| українська      | 804       | 91.16%   |
| російська       | 72        | 8.16%    |
| білоруська      | 4         | 0.45%    |
| інші/не вказали | 2         | 0.23%    |
| Усього          | 882       | 100%     |

## Економіка
- Молочно-товарна і птахо-товарна ферми.
- Дитячий оздоровчий табір «Сосновий».
- Південна частина Куп'янського родовища будівельного піску.
- У селі діє ТОВ «Мрія», що працює у галузі сільського господарства.

## Сільська бібліотека
Перші відомості про бібліотеку в селі Глушківка відносяться до 1944 року. На той час бібліотека розташовуалася в окремій хатині, книжковий фонд складав приблизно 50—60 примірників, книги для бібліотеки надали жителі села. Через деякий час  колгоспники самі зробили  дерев'яний стелаж  і бібліотеку перенесли в старий клуб в невеличку окрему кімнату, де бібліотека знаходилася до 1961 року. З 1944 по 1948 рік  бібліотеку очолював Сотник Петро Прокопович. З 1948 по 1954 роки в бібліотеці працювали Марченко Анастасія Іванівна та Гончаров Леонід Андрійович. З 1961 року книги записувалися в інвентарні книги, книжковий фонд бібліотеки значно збільшився. З 1956 по 1967 роки в бібліотеці працювали: Ківшар Т. Ф., Проценко Н. О., Кардаш Н. П., Гаврилюк Н. В.. З 1967 року  для бібліотеки в новому клубі було виділено одну кімнату, потім її перевели  в цьому ж клубі в двокімнатне приміщення. З початком  централізації у 1977 році книжковий фонд бібліотеки постійно  збільшувався. Глушківська сільська бібліотека отримувала нову літературу із центральної районної бібліотеки, також для закупівлі  періодичних видань кошти виділяв колгосп. З 1967 року в Глушківській бібліотеці працювала Опришко Світлана Омелянівна. У 1975 році бібліотека отримала звання «Бібліотека відмінної роботи».
Для бібліотеки було виділено  колишнє приміщення контори колгоспу. В трьох кімнатах розміщено читальну залу, відділ дитячої літератури і книгосховище. В наш час Глушківська бібліотека стала інформаційним центром на селі, співпрацює з сільською владою, школою, клубом. В бібліотеці для користувачів різних вікових категорій проводяться різноманітні заходи. 
У 2004 році в районному конкурсі «Людина року-2004» в номінації  «Культура і мистецтво» переможцем стала Опришко Світлана Омелянівна.
На теперішній час робиться все, щоб жителі села мали доступ до книг. Діє така популярна на селі форма роботи, як книгоносіння. Бібліотекар розносить книги пенсіонерам, інвалідам, ветеранам. З 2016 року бібліотеку очолює Біла Наталія Олександрівна.

## Об'єкти соціальної сфери
- Школа
- Дитячий садок
- ФАП
- Сільська бібліотека
- Будинок культури
- Храм Різдва Пресвятої Богородиці ПЦУ

## Пам'ятка
- Поблизу Глушківки виявлені залишки неолітичного поселення (IV тисячоліття до н. е.)